# ۳۶۹ (عدد)
۳۶۹ (انگلیسی: 369) یک عدد پیش از ۳۷۰ و پس از ۳۶۸ است.